# オオベニゴウカン
オオベニゴウカン（大紅合歓、Calliandra haematocephala）は、マメ科ネムノキ亜科ベニゴウカン属（カリアンドラ属）の熱帯性常緑低木。日本では12月-5月に化粧パフに似た真っ赤な半球形の10cm近い花を咲かせる。
外見はネムノキによく似る。ネムノキはシンボルツリーとして庭に植えられることも多いが放っておくと10ｍ近い大木に育ってしまうのでそれなりの広いスペースを確保するか、大きくなりすぎないように適時剪定を行うなどが必要となってくる。対し本種は樹高３ｍ程度であり、これは近年シンボルツリーとして人気の高いトキワヤマボウシと同程度の大きさでありネムノキほど広いスペースを確保しなくとも栽培可能である。
糸状に飛び出している赤い部分は雄蕊（おしべ）である。花弁は中心付近に集まっており、色は主に赤・紫・青。園芸品種として雄蕊が白いものもある。
原産地はボリビア、ペルー、ブラジル。
和名であるオオベニゴウカンの他、「カリアンドラ」「カリアンドラ・ハエマトケファラ」「ベニゴウカ（紅合歓花）」「アカバナブラシマメ（赤花ブラシ豆）」などの名で呼ばれる。

同属の近縁種にCalliandra eriophylla（カリアンドラ・エリオフィラ）　和名を紅合歓（ベニゴウカン）または緋合歓（ヒネム）と呼ばれている種がある。こちらは本種よりさらに小型で１ｍほどの小低木であり本種と同じように園芸品種となっているが樹高だけでなく葉や花も本種より小さいので見た目の華やかさでは若干本種よりも劣る面がある。しかし反面より狭いスペースでも栽培可能であるとゆうメリットもあるのでネムノキを含め庭のスペースなどに応じてこれらのうちどれを植えるかを選択すると良い。

## 写真

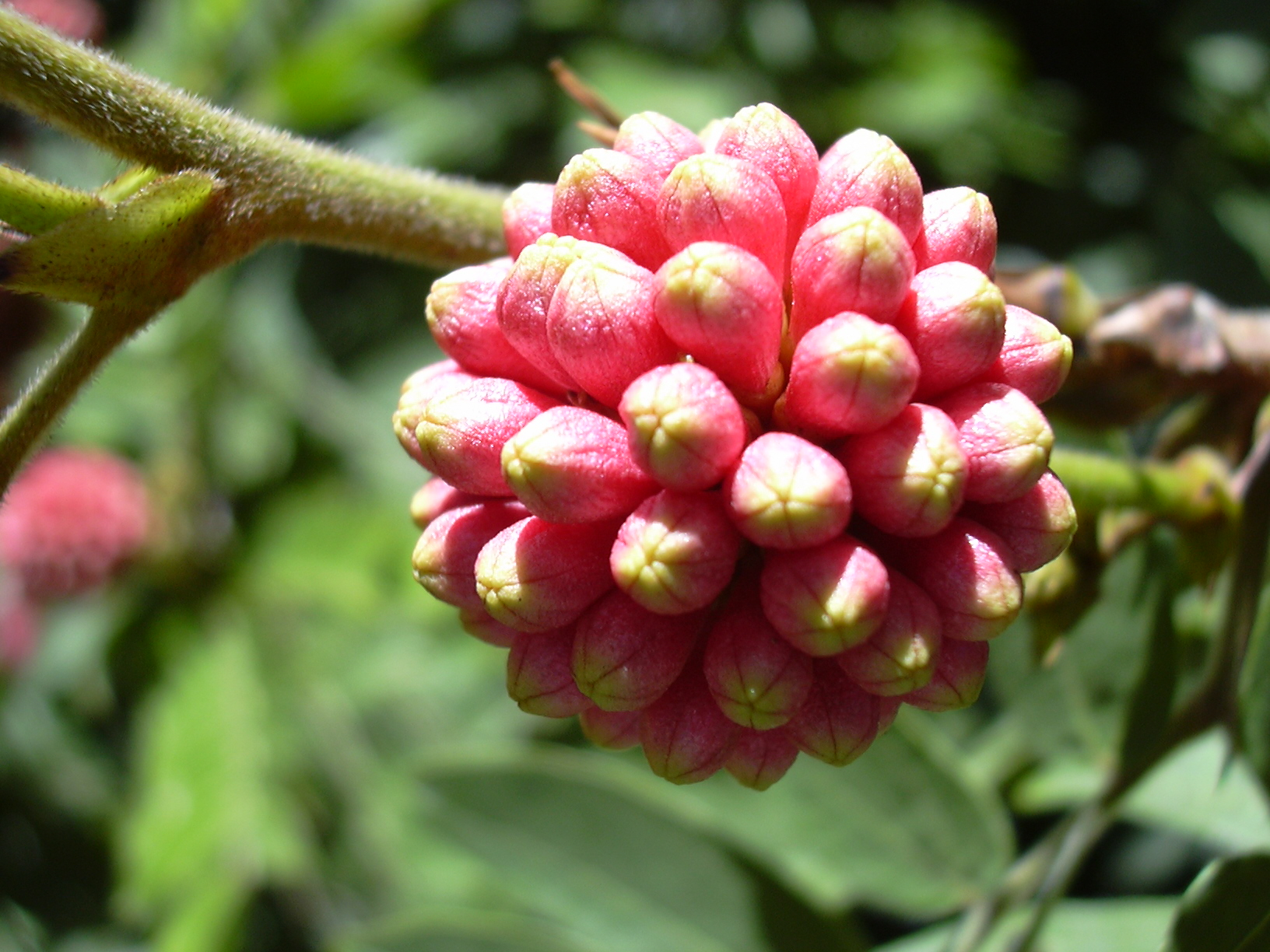
つぼみ
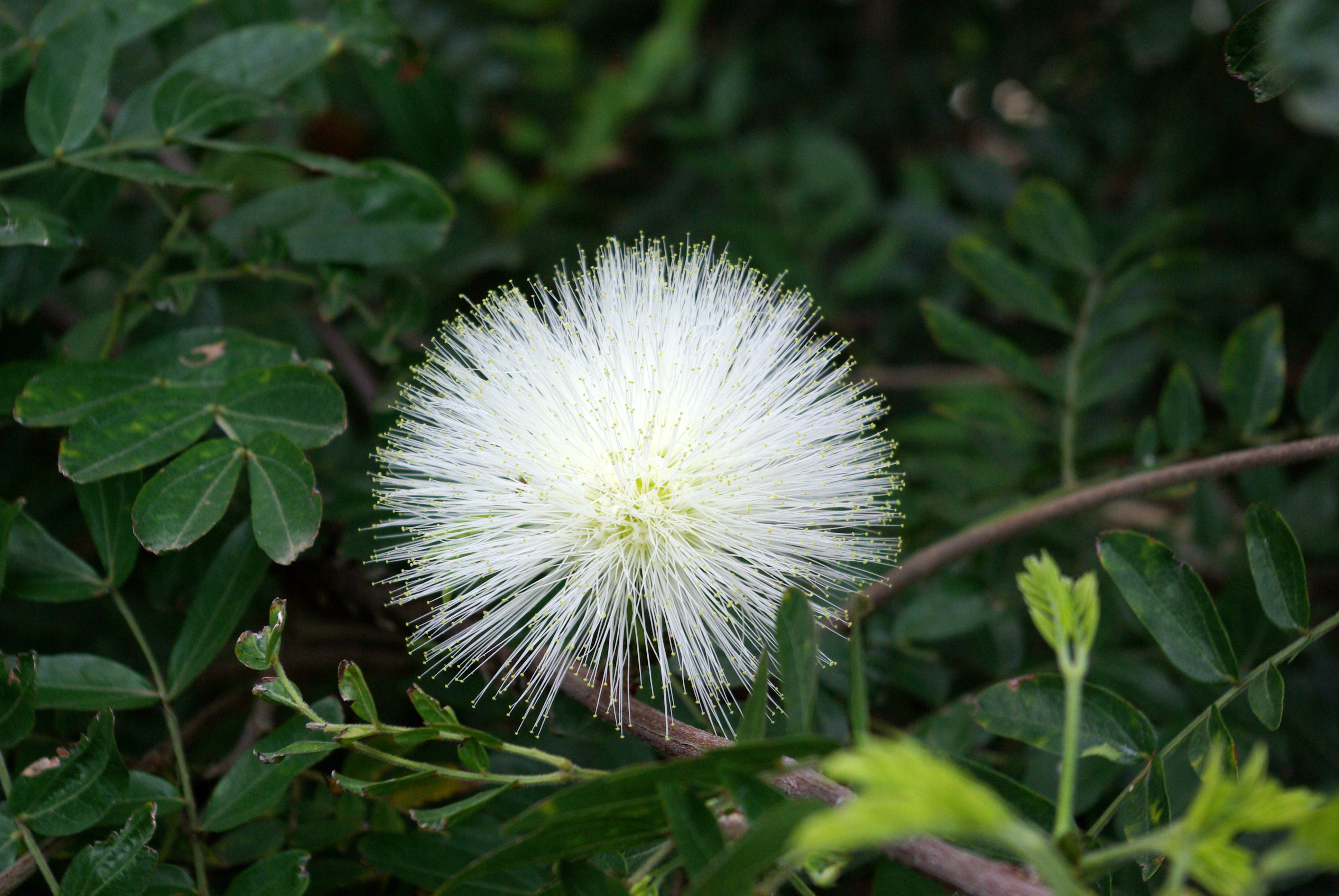
白色の園芸品種
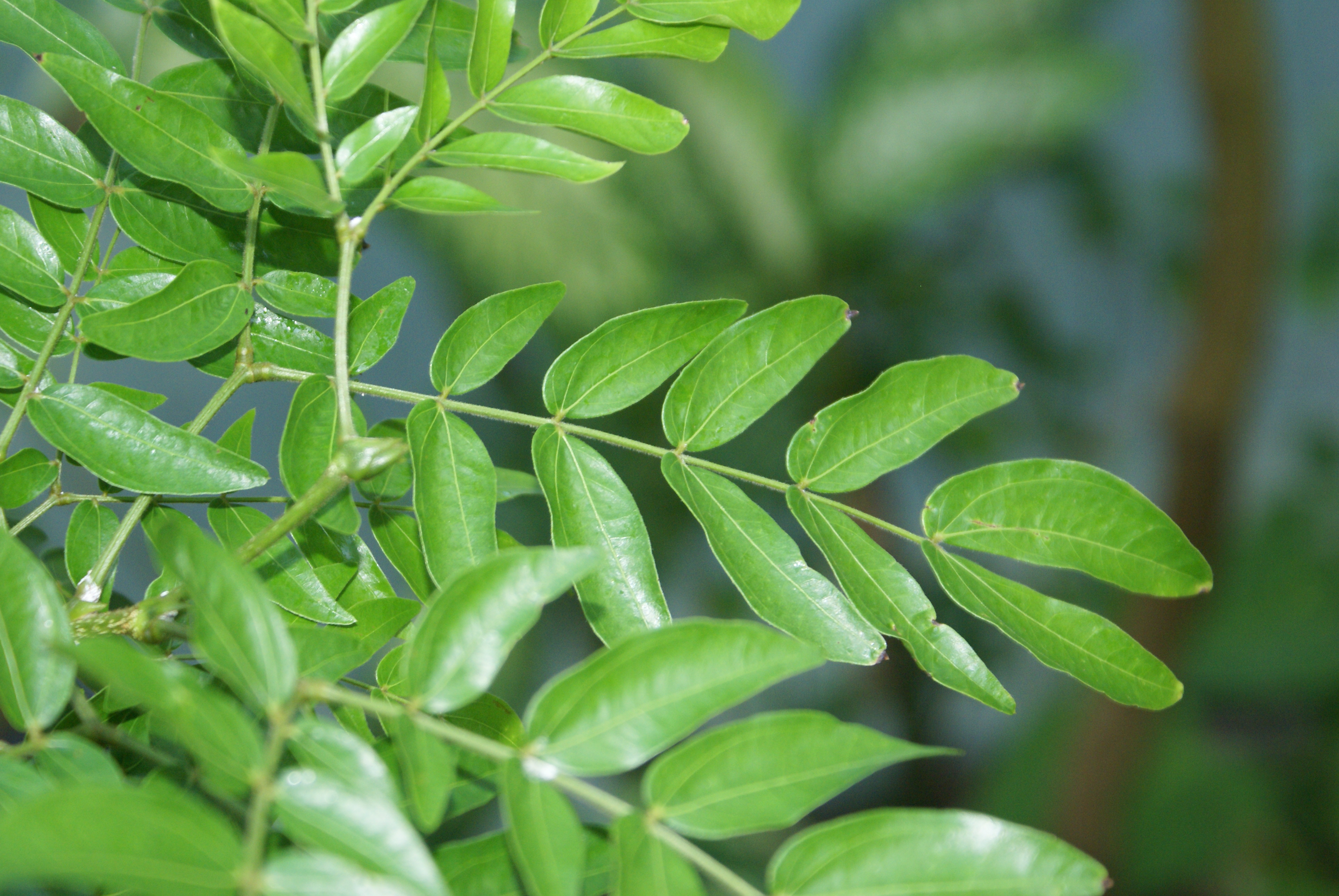
葉